# سن-بارنابه-سود، کبک
سن-بارنابه-سود (به فرانسوی: Saint-Barnabé-Sud) شهری در منطقه شهری له ماسکوتن ناحیه مونترژی در استان کبک کانادا است. در سرشماری سال ۲۰۱۱ این شهر ۸۸۱ نفر جمعیت داشته‌است و مساحت آن ۵۷٫۰۸ کیلومتر مربع است.